# Mont Kosciuszko
Pour les articles homonymes, voir Kosciusko.
Ne doit pas être confondu avec le mont Kosciusko.
Vous lisez un « bon article » labellisé en 2009.  Il fait partie d'un « thème de qualité ».
Le mont Kosciuszko est le point culminant du sous-continent australien avec 2 228 mètres d'altitude, ce qui lui vaut, non sans controverses, d'être classé sur la liste de Bass des sept sommets et en fait la montagne la plus aisée à gravir parmi ceux-ci. Le sommet fut officiellement vaincu en 1840 par l'explorateur polonais Paweł Edmund Strzelecki qui en profita pour le nommer en l'honneur de son compatriote Tadeusz Kościuszko. En raison de l'exploitation de la montagne par les bergers, puis du développement touristique et enfin des travaux d'aménagement hydrographique, le milieu naturel, caractérisé par une flore alpine unique en Australie, est fragilisé. La zone est protégée en 1944 puis classée officiellement au sein du parc national du Kosciuszko en 1967.

## Toponymie

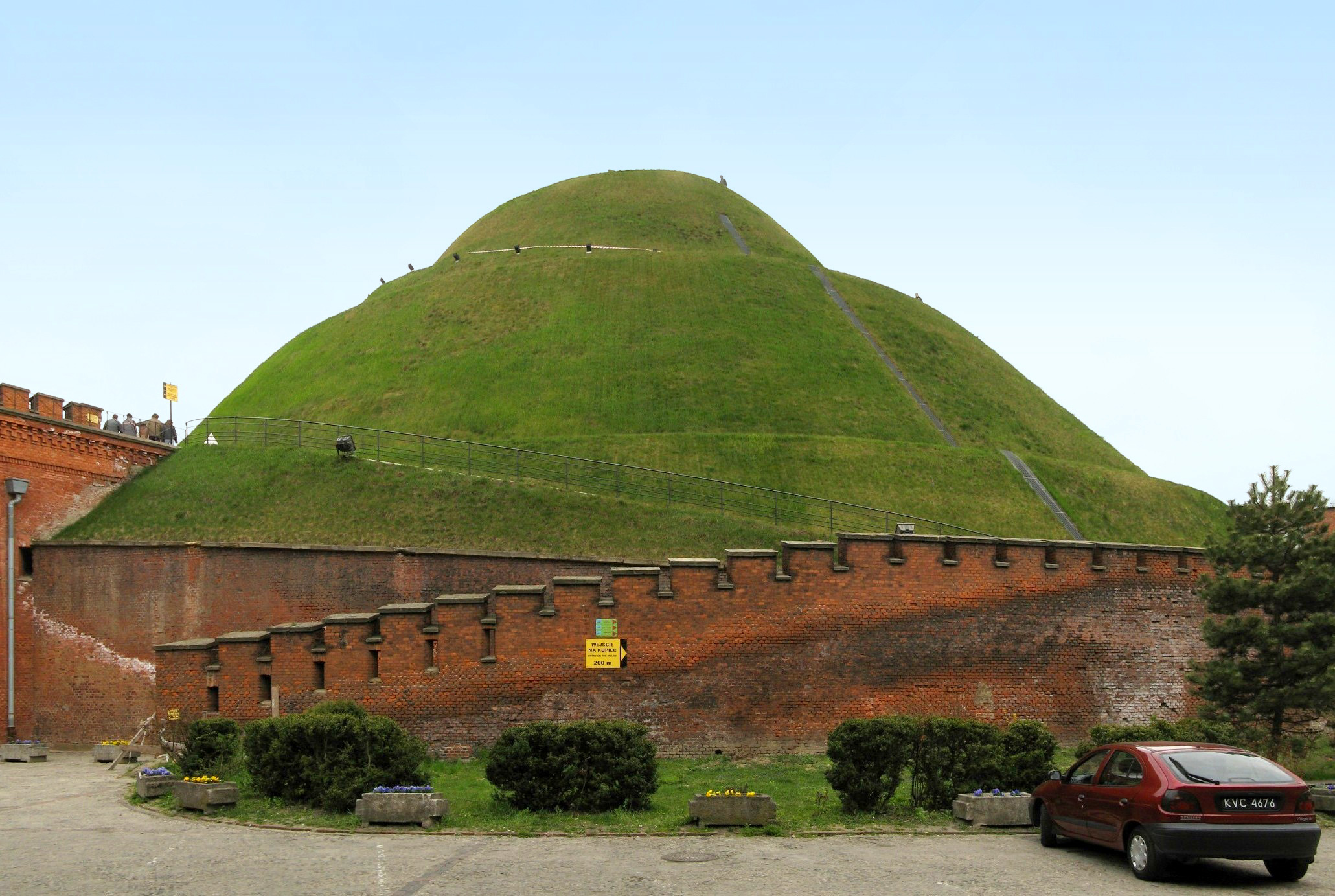
Vue du tertre Kościuszko à Cracovie.

Le mont Kosciuszko a été nommé par Paweł Edmund Strzelecki en l'honneur du général lituano-polonais Tadeusz Kościuszko, héros national dans son pays natal, mais également une des grandes figures de la Guerre d'indépendance des États-Unis. Si Strzelecki dit de Kościuszko, lors de son ascension, qu'il est un « patriote », l'accent est surtout mis de sa part sur l'honneur qu'elle représente pour l'Australie. La ressemblance qu'il a cru percevoir avec le tertre Kościuszko (Kopiec Kościuszki) à Cracovie n'est pas pour rien dans le choix de ce nom. Ce n'est qu'en 1997 qu'il a été décidé par le Geographical Names Board of New South Wales de rajouter un z au nom du sommet, précédemment écrit Kosciusko, afin de respecter l'orthographe polonaise. Le nom apparaît pour la première fois en 1851 sur une carte de l'Australie dessinée par le géodésiste Thomas Townsend.
Les Aborigènes nomment le sommet Tar Gan Gil dont le sens reste inconnu. On trouve aussi les formes Jagungal, Jar-gan-gil, Tackingal qui peut se traduire en anglais par « Table Top Mountain » (littéralement « montagne du dessus de table »), Teangal, Targil, Dargal, Youngal, Corungal, Orungal, Coruncal, Corunal. Un débat a eu lieu concernant le double nommage, à l'instar notamment d'Uluru/Ayers Rock et Kata Tjuṯa/monts Olga, en proposant Tar-gan-gil ou Munyang aux côtés de Kosciuszko. Sous la pression des Australiens d'origine polonaise qui ont prétexté que la montagne perdrait de fait son originalité et pour des considérations historiques, l'idée a été rejetée,,,.
Des mesures successives ont montré que le sommet qui avait officiellement pris le nom de mont Kosciusko, à la suite d'une confusion historique, était en réalité plus bas que celui situé quelques kilomètres au sud. Pour cette raison, en 1909, le New South Wales Lands Department a décidé d'inverser les toponymes des deux sommets, en préférant garder le nom de mont Kosciusko pour le plus haut. De ce fait, la représentation intitulée Northeast view from the northern top of Mount Kosciusko datant de 1863 par Eugene von Guérard et exposée à la National Gallery of Australia figure en réalité le paysage vu du mont Townsend.

## Géographie

### Situation

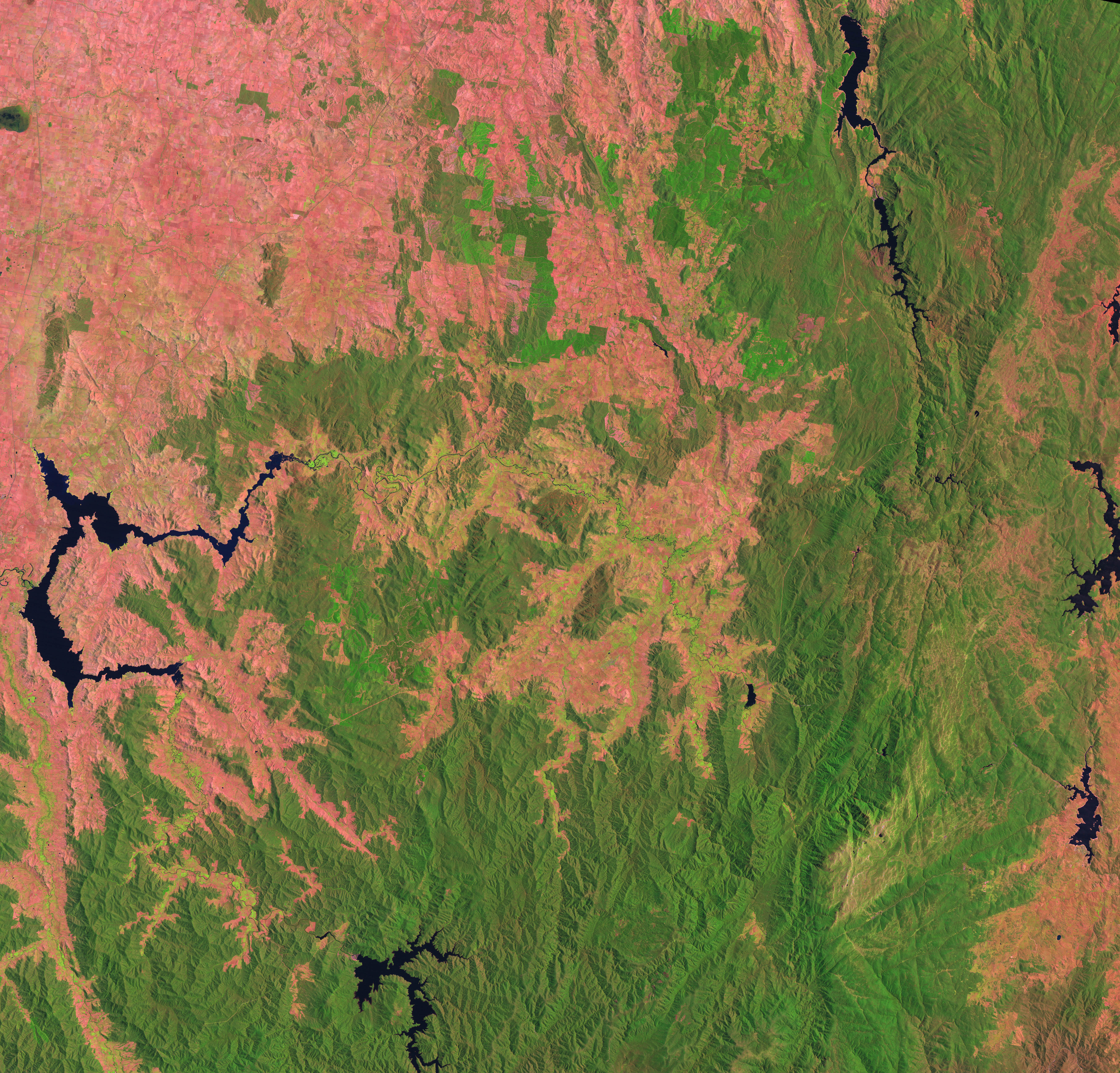
Image satellite de la région du mont Kosciuszko.

Le mont Kosciuszko est situé dans les Snowy Mountains, un massif des Alpes australiennes. Le deuxième plus haut sommet de l'île, le mont Townsend, se situe à 3,7 kilomètres seulement au nord. Le mont Kosciuszko s'élève dans le sud de l'État de Nouvelle-Galles du Sud. Les villages et stations de ski de Thredbo et Charlotte Pass se situent à six kilomètres, respectivement au sud-est et à l'est. Jindabyne est à 35 kilomètres à l'est, à vol d'oiseau, et un peu plus de 50 kilomètres par la route construite au début du XXe siècle. Il se trouve à 150 kilomètres au sud-ouest de Canberra et à équidistance entre Sydney et Melbourne qui sont toutes deux éloignées de 450 kilomètres.
Si le mont Kosciuszko est le plus haut sommet de l'île avec 2 228 mètres d'altitude, le pic Mawson sur l'île Heard s'élève à 2 745 mètres d'altitude et constitue le point culminant de l'État australien. Le dôme A (4 093 mètres), le mont McClintock (3 490 mètres) et le mont Menzies (en) (3 355 mètres) sont également revendiqués au sein du territoire antarctique australien.
Cette caractéristique lui vaut d'être classé sur la liste de Bass des sept sommets, les points culminants de chacun des sept continents. Pourtant, en Océanie, il est par exemple moins élevé que l'Aoraki/mont Cook (3 724 m) en Nouvelle-Zélande et que le Puncak Jaya (4 884 m) sur l'île de Nouvelle-Guinée, en Indonésie. En raison de cette controverse, ce dernier a remplacé le mont Kosciuszko sur la nouvelle liste proposée par Messner.

### Topographie

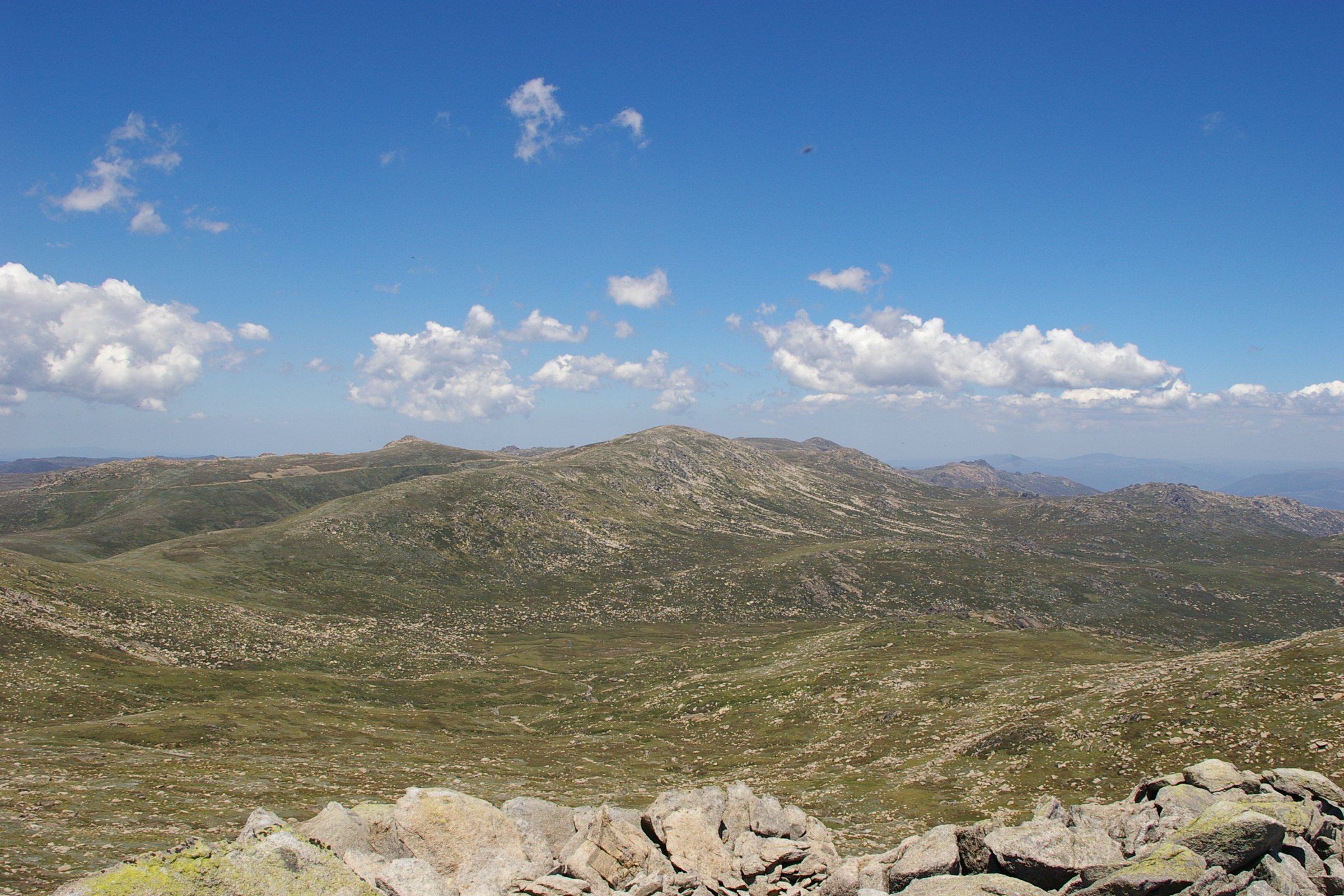
Vue depuis le mont Townsend en direction du mont Kosciuszko.

Le mont Kosciuszko s'élève au-dessus d'une pénéplaine, un vaste plateau érodé par des glaciers disparus. Son relief est relativement arrondi et son sommet, large et plat, constitué de rochers et cailloux. En raison des nombreux cycles de gel et dégel, les sols sont affectés par le phénomène de solifluxion, créant ainsi des terrasses naturelles.

### Géologie

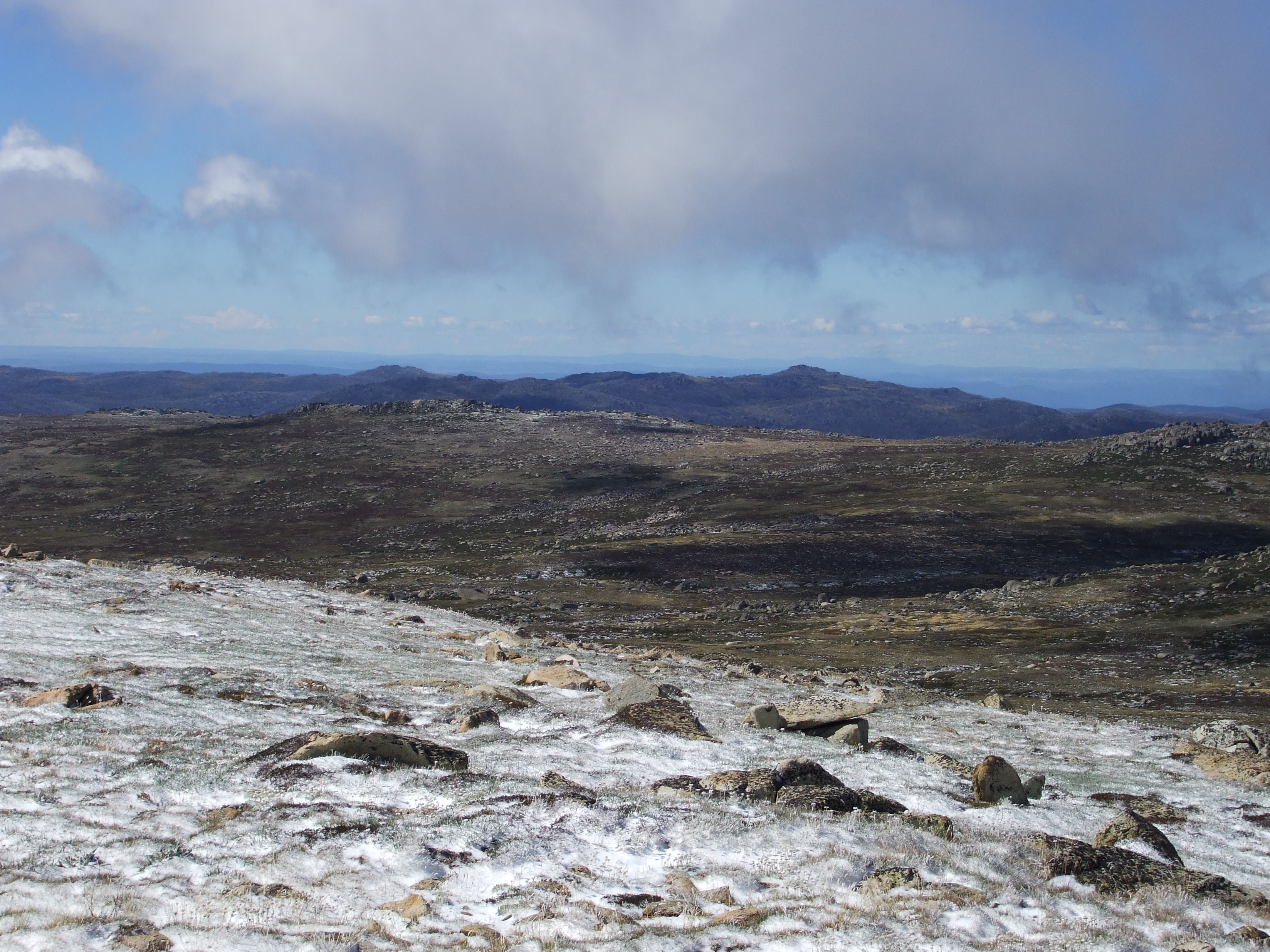
Vue depuis les pentes du mont Kosciuszko sur une partie du vaste plateau érodé qui entoure le sommet.

Il y a 450 millions d'années, durant l'Ordovicien, la région du mont Kosciuszko était une mer ; des sédiments marins se déposent. Ils constituent de nos jours les roches métamorphiques présentes entre Rawsson Pass et Watsons Crags : ardoises, phyllites, quartzites et schistes. Des périodes de plissements, de soulèvement et de sédimentation se succèdent au cours du Silurien et du Dévonien. Des intrusions de granite participent à l'élévation du relief dès 390 millions d'années BP. Ensuite, pendant plusieurs millions d'années, une phase plus stable entraîne une légère érosion et la création d'une pénéplaine, où seules les roches les plus solides donnent naissance à des pics s'élevant au-dessus de l'altitude moyenne, parmi lesquels le mont Kosciuszko. Cette phase s'étend sur le Carbonifère, le Permien, le Trias, le Jurassique et le Crétacé pour se terminer il y a 65 millions d'années. À cette époque, l'Australie orientale se soulève très sensiblement et les Snowy Mountains acquièrent approximativement leur altitude actuelle. Ce soulèvement ne prend réellement fin qu'il y a un million d'années environ. Il en résulte surtout des failles où les rivières actuelles forment des gorges dans lesquelles le débit est important.

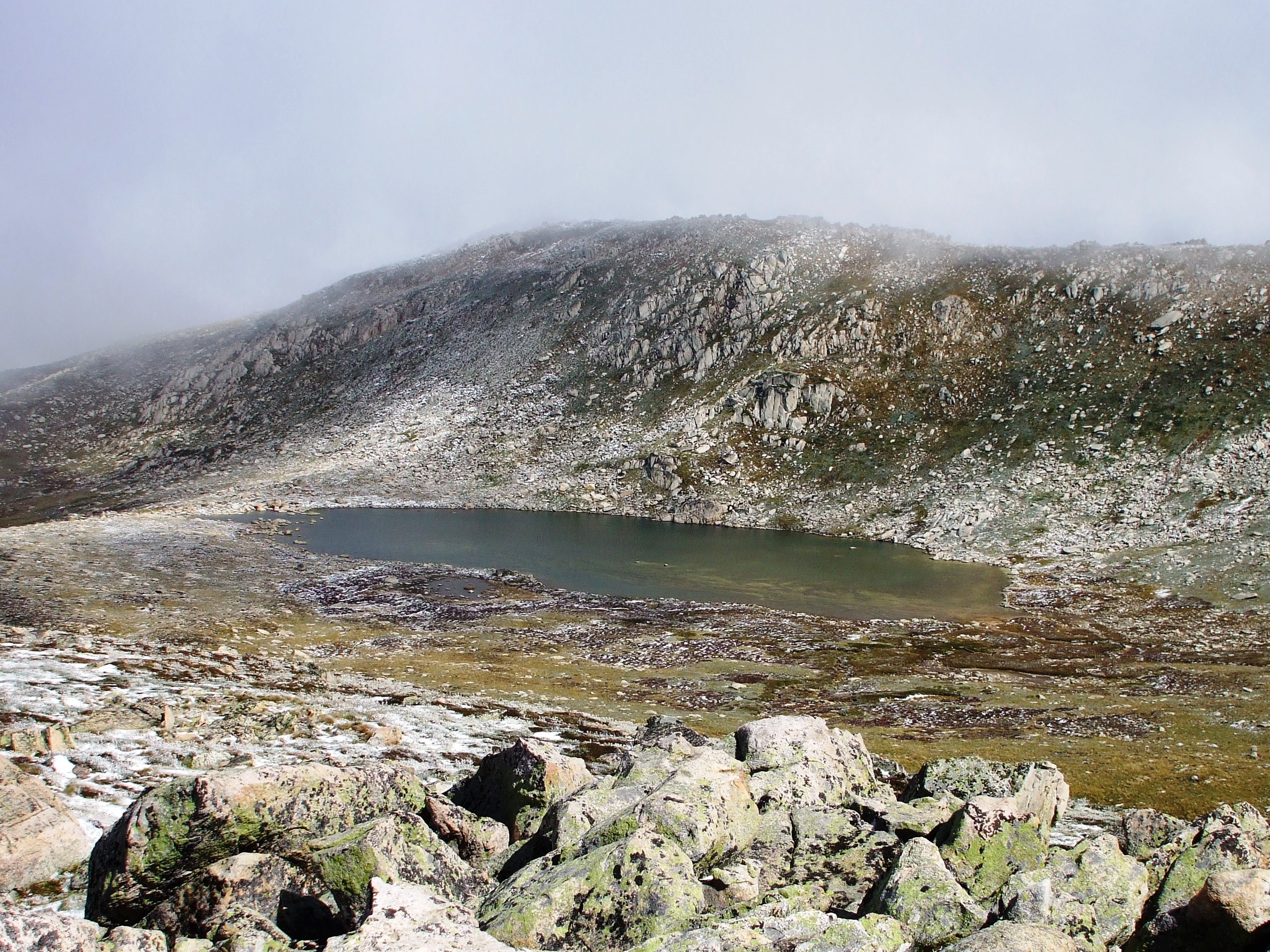
Vue du lac glaciaire de Cootapatamba, le plus haut d'Australie.

Au cours du Pléistocène, dès deux millions d'années BP, le climat se refroidit brusquement et une glaciation se met en place dans la région du mont Kosciuszko, tout juste interrompu par quelques périodes interglaciaires, créant des moraines successives, taillant des cirques, laissant des blocs erratiques et creusant des lacs glaciaires.

### Climat
Depuis au moins 15 000 ans, le mont Kosciuszko est totalement libre de glaciers. Au XXe siècle, il arrivait que des névés persistent plusieurs années successives mais, avec le réchauffement climatique, ce phénomène n'a plus été observé depuis 1998. Généralement, le manteau neigeux occupe le sommet durant cinq mois. De plus, le dégel des lacs glaciaires se produit désormais en octobre alors qu'il se produisait en novembre voire en décembre au siècle dernier.
Les zones les plus élevées de la montagne sont sous l'influence du climat alpin, relativement rare en Australie. Les crêtes sont enneigées une grande partie de l’hiver. Le 29 juin 1994, la station météorologique de Charlotte Pass a enregistré la plus basse température de l'Australie avec −23 °C. Le mois le plus chaud connaît des moyennes de 10 °C. Les températures sont adoucies par le climat tempéré provenant de la mer de Tasman.
| Mois                                | jan.  | fév.  | mars  | avril | mai   | juin  | jui.  | août  | sep.  | oct.  | nov.  | déc.  | année   |
| ----------------------------------- | ----- | ----- | ----- | ----- | ----- | ----- | ----- | ----- | ----- | ----- | ----- | ----- | ------- |
| Température minimale moyenne (°C)   | 5,1   | 4,8   | 2,5   | −0,5  | −2,7  | −5,2  | −6,7  | −5,8  | −3,4  | −0,5  | 1,8   | 3,6   | −0,6    |
| Température maximale moyenne (°C)   | 17,6  | 17,1  | 14,7  | 10,4  | 6,8   | 3,2   | 1,9   | 2,7   | 4,9   | 9,2   | 12,5  | 15,5  | 9,7     |
| Record de froid (°C)                | −5,6  | −5,5  | −6,7  | −11,5 | −13,4 | −23   | −19   | −20,6 | −16,7 | −12   | −9,4  | −7    | −23     |
| Record de chaleur (°C)              | 29,7  | 27,8  | 24,5  | 19,8  | 16,2  | 12,3  | 9     | 11,1  | 15,6  | 20,5  | 28,3  | 33,5  | 33,5    |
| Précipitations (mm)                 | 127,9 | 129,2 | 134,7 | 154,8 | 186,7 | 187,3 | 179,5 | 195,8 | 195   | 215,9 | 191,4 | 152,6 | 2 046,6 |
| Nombre de jours avec précipitations | 10,8  | 10,4  | 9,9   | 10,5  | 12,5  | 12,9  | 11,6  | 11,5  | 12    | 12,3  | 12,6  | 9,1   | 136,1   |

| Diagramme climatique                                  |              |              |               |              |              |              |              |            |              |              |              |
| J                                                     | F            | M            | A             | M            | J            | J            | A            | S          | O            | N            | D            |
| 17,65,1127,9                                          | 17,14,8129,2 | 14,72,5134,7 | 10,4−0,5154,8 | 6,8−2,7186,7 | 3,2−5,2187,3 | 1,9−6,7179,5 | 2,7−5,8195,8 | 4,9−3,4195 | 9,2−0,5215,9 | 12,51,8191,4 | 15,53,6152,6 |
| Moyennes : • Temp. maxi et mini °C • Précipitation mm |              |              |               |              |              |              |              |            |              |              |              |

### Faune et flore

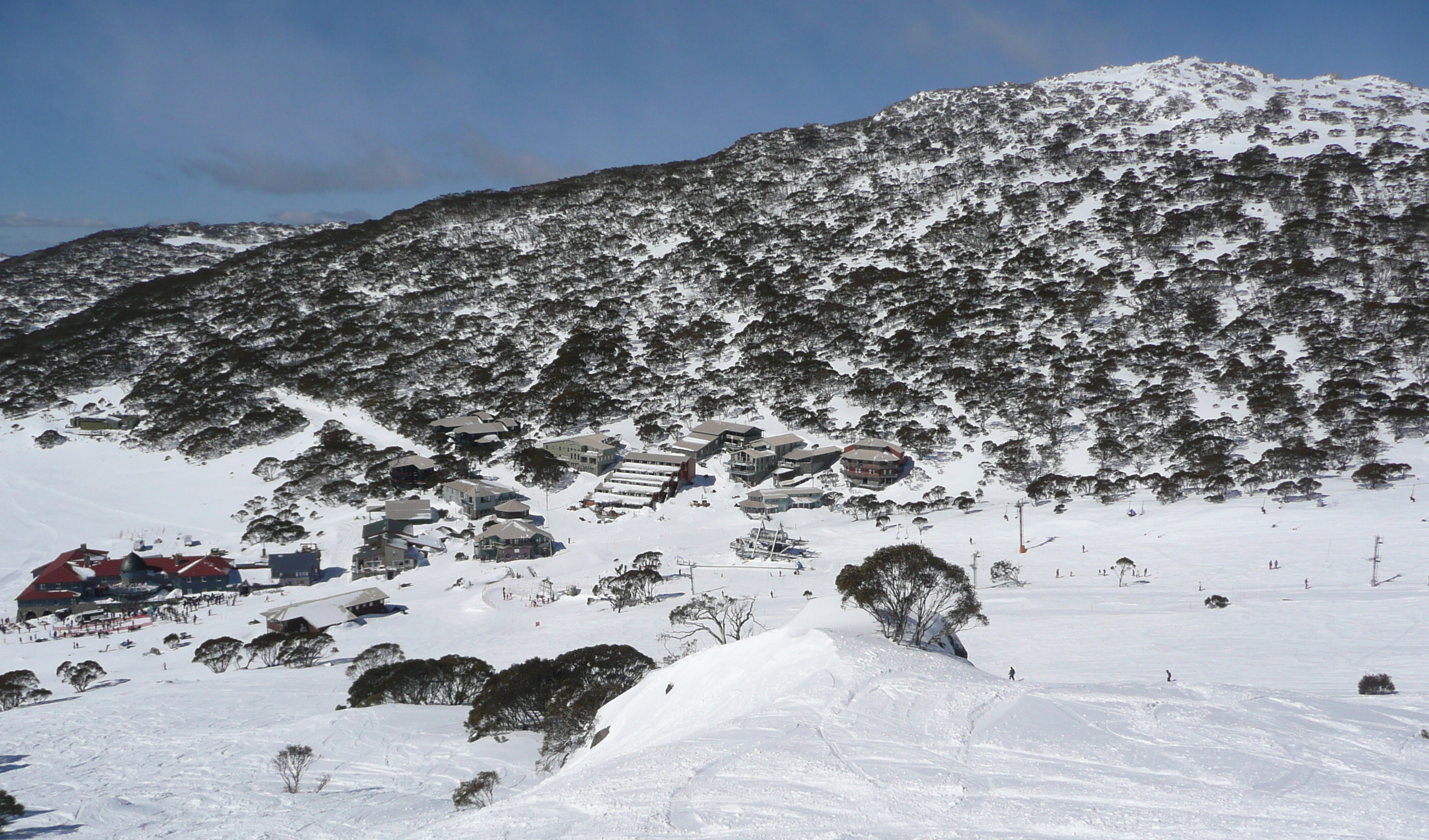
Vue de la station de Charlotte Pass, à environ 1700 mètres d'altitude, au milieu des gommiers des neiges (Eucalyptus pauciflora). Dans le coin supérieur droit, le sommet de Stillwell Ridge.

De nombreuses espèces de plantes alpines et subalpines poussent dans la partie supérieure de la montagne, parmi lesquelles environ 200 herbacées et espèces à fleur dont une vingtaine sont endémiques, et plus de trente sont déclarées comme rares. L'étage alpin représente autour du mont Kosciuszko seulement 100 km2 et la limite des arbres se situe en moyenne à 1 830 mètres d'altitude. Les familles les plus représentées sont Asteraceae, Poaceae, Cyperaceae, ainsi qu’Apiaceae, Ranunculaceae, Juncaceae et Epacridaceae, mais aucune ne dépasse un mètre. Un peu plus bas, principalement autour des lacs glaciaires, pousse une herbacée, Carex gaudichaudiana.

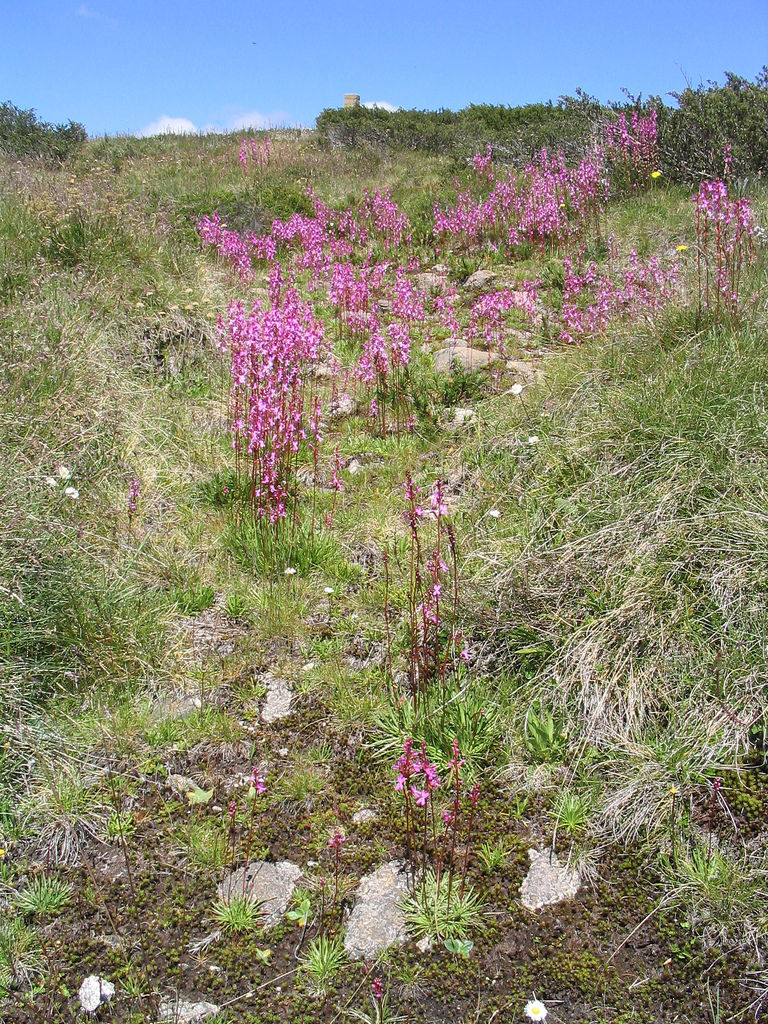
Vue sur un exemple de flore locale.

La grande variété d'espèces végétales est due à la diversité des terrains et des climats en fonction de l'altitude. Elles se sont adaptées aux conditions climatiques des milieux où elles se développent en colonies de landes, tourbières et marais. Ainsi, Veronica densifolia et Kelleria dieffenbachii ont développé des formes de croissance semi-boisée atypiques. D'autres espèces intermédiaires entre les herbacées et les arbustes, telles que Coprosma niphophila et Colobanthus nivicola, arborent des duvets ou des coussins afin de se protéger du froid. Podocarpus lawrencei, Phebalium ovatifolium, Pentachondra pumila, Grevillea australis et Kunzea muelleri sont des espèces adaptées aux terrains rocailleux et qui se fixent généralement sur les faces exposées au soleil. En outre, la petite oseille (Rumex acetosella) colonise les terrains acides les recouvrant d'une teinte rougeâtre,. La forte saisonnalité du climat alpin oblige les espèces de plantes à végéter durant les hivers très froids et à se développer rapidement durant les mois plus chauds. La période de floraison survient généralement de fin janvier à début février (Celmisia costiniana, Celmisia pugioniformis, Craspedia sp., Euphrasia collina subsp. diversicolor), durant l'été austral, parfois jusqu'à mars, mais chez certains spécimens précoces elle arrive dès la fonte des neiges (Ranunculus anemoneus, Caltha introloba),. Parmi les arbustes, la faible énergie accumulée durant la haute saison oblige à une croissance lente ; ainsi le diamètre des tiges de Podocarpus lawrencei s'accroît de seulement 0,25 mm par an en moyenne. Paradoxalement, l'intense rayonnement solaire estival nécessite une capacité de ces plantes à pouvoir évacuer rapidement la chaleur, d'où un feuillage peu volumineux, typiquement en forme d'aiguilles.
Bien que la plupart des espèces artificiellement introduites dans le passé, principalement dans le but de conserver les sols à la suite des aménagements hydrographiques réalisés au milieu du XXe siècle, ne résistent pas aux conditions climatiques du mont Kosciuszko, certaines se sont durablement implantées. Alors qu'une seule espèce allochtone était recensée en 1899, 48 l'étaient en 1986.
Tout comme la flore, la faune est adaptée à son milieu et compte plusieurs espèces endémiques ; parmi elles, l'opossum nain des montagnes est en danger de disparition. Plus de 200 espèces d'oiseaux ont été observées dans le parc, soit 40 % des espèces connues de Nouvelle-Galles du Sud, parmi lesquelles l'Aigle d'Australie et la Crécerelle d'Australie. La montagne est le témoin de la migration des bogong (Agrotis infusa), une espèce de papillon de nuit qui s'abrite dans les fentes des rochers.

## Histoire

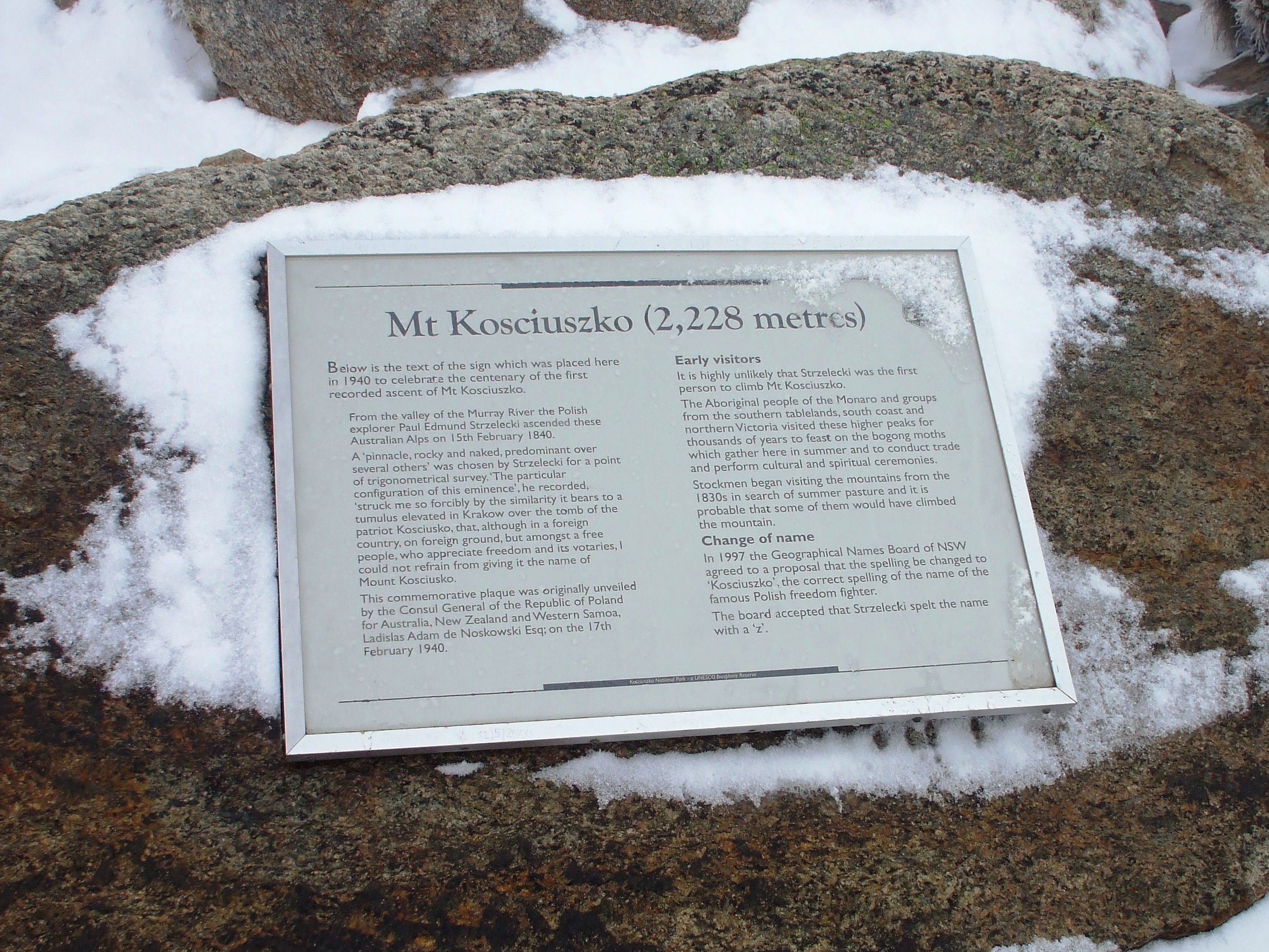
Plaque informative figurant sur le monument sommital érigé à l'occasion du centenaire de la première ascension officielle par Paweł Edmund Strzelecki.

Il est raisonnable de penser que le pic fut gravi maintes fois par des Aborigènes avant l'arrivée des Européens en Australie. La première ascension officielle du mont Kosciuszko est attribuée à l'explorateur polonais Paweł Edmund Strzelecki. Il débarque à Sydney le 25 avril 1839, commence aussitôt à étudier la région et fréquente durant trois mois de nombreuses personnes, dont James Macarthur, en apprenant leurs us et coutumes. Les deux hommes joignent leurs efforts, l'un passionné par la géologie l'autre, intéressé par les potentialités dans l'élevage, fournissant le plus gros de la nourriture, des chevaux et des hommes pour les accompagner. Ils partent pour les Snowy Mountains le 21 décembre ; ils arrivent à Camden le 26 décembre et à Bagalong le 10 janvier 1840. Le 5 février, ils sont à Ellerslie. Ils sont accompagnés de Michal Wieczorek, Trevor Savage, James Riley et Charlie Tara, un Aborigène. Ils quittent la ville le 2 mars et, par la suite, les repères chronologiques laissés dans le journal du Polonais resteront très vagues, contrairement à ses descriptions topographiques. Ils réalisent leur approche par la vallée du fleuve Murray, à l'ouest. Wieczorek et Savage restent à Welaregang mais un autre Aborigène prénommé Jacky, disposant de meilleures connaissances sur les montagnes, intègre l'expédition. Selon les propres mots de Strzelecki, le début de l'ascension est compliqué par la raideur de la pente, les nombreuses ravines et cours d'eau sur ce versant, ainsi que par le poids de leur charge. Ils doivent en effet porter leurs affaires sur leur dos à la suite de l'abandon des chevaux dont Riley conserve la garde. Les quatre hommes restants poursuivent la montée par Geehi Walls et Hannels Spur. Finalement, une fois le rebord du plateau franchi, elle devient plus abordable. Ils terminent l'ascension à deux par Abbott Range. Finalement, Strzelecki écrit :

« Le 15 février [en réalité le 12 mars], aux alentours de midi, je me retrouvai sur un relief de 6 510 pieds au-dessus du niveau de la mer, siégeant dans les neiges éternelles. »

— Paweł Edmund Strzelecki
Toutefois, d'après Macarthur, le Polonais s'aperçoit rapidement, à l'aide de ses instruments, que le sommet situé en face d'eux est plus élevé que celui où ils se situent. Ils le nomment mont Kosciuszko mais la confusion qui règne se perpétuera plusieurs années avant que la situation toponymique soit éclaircie avec le mont Townsend. Pour autant, Strzelecki abandonne son compagnon qui redescend au camp où sont restés les deux Aborigènes. Il entreprend l'ascension du second sommet qu'il atteint probablement entre 15 h 00 et 16 h 00, réalise quelques rapides observations et prélève un petit échantillon de roche ainsi qu'une fleur. La nuit tombant, Jacky est envoyé à ses devants. Le jour suivant, les quatre hommes redescendent ensemble jusqu'au camp de Riley et Strzelecki effectue ses calculs. Après s'être rendu compte que son baromètre s'est cassé lors d'une chute, il établit une correction et affirme que l'altitude du Kosciuszko est de 7 800 pieds, soit 500 pieds de trop. Pour ajouter à la confusion, le Port Phillip Herald du 2 juin 1840 relate l'événement et affirme par la même occasion, probablement d'après les propos édictés par Strzelecki lui-même, la présence de Macarthur au sommet :

« Le comte et Mr. Macarthur ont gravi les Alpes australiennes et, le 12 février [en réalité le 12 mars], aux alentours de midi, ils se sont assis sur le pic le plus élevé d'Australie, à une altitude de 7 800 pieds au-dessus de la mer, au-delà de la limite de la végétation, entourés par les neiges éternelles, avec un ciel serein et limpide autour d'eux et, en dessous, un panorama ininterrompu sur une distance de 4 000 pieds carrés. »

— article du Port Phillip Herald
Ceci étant, il est possible qu'en 1834, un autre Européen, Lhotsky ait atteint le sommet, même si son journal et les cartes qu'il réalise sur place font figurer plus probablement le mont William IV, aussi appelé mont Terrible, au sud du plateau. Quoi qu'il en soit, de nombreux bergers occupaient déjà la montagne au début des années 1830 et de nombreux pâturages couvraient la montagne, si bien que James Spencer qui était probablement le premier à s'aventurer jusqu'au plateau Kosciuszko, qu'il nommait Excelsior Run, a servi à plusieurs reprises de guide pour les diverses expéditions qui suivirent. Plus tard, de nombreux botanistes, parmi lesquels Ferdinand von Müller en 1855, s'intéressent à la flore du mont Kosciuszko.
En 1928, l'Américaine Laurie Seaman et un de ses compagnons, Evan Hayes, sont décédés en tentant de descendre les pentes de la montagne en ski de randonnée. Ils se sont retrouvés séparés du reste du groupe et se sont perdus à cause du blizzard avant de mourir de froid. Un refuge, Seamans Hut, a été construit l'année suivante grâce aux dons de la famille, afin d'abriter les éventuels randonneurs en détresse, et nommé en l'honneur de la jeune femme.
Le tourisme se développe au début du XXe siècle avec la construction de l'hôtel Kosciuszko et, en 1909, de la route de 53 kilomètres de long partant de Jindabyne. À partir des années 1920, des grands travaux d'aménagement hydrographiques sont entrepris dans la région, notamment avec la construction du barrage de Hum, une centaine de kilomètres en aval, en direction de l'ouest ; ils se terminent en 1972.

## Activités

### Randonnée pédestre

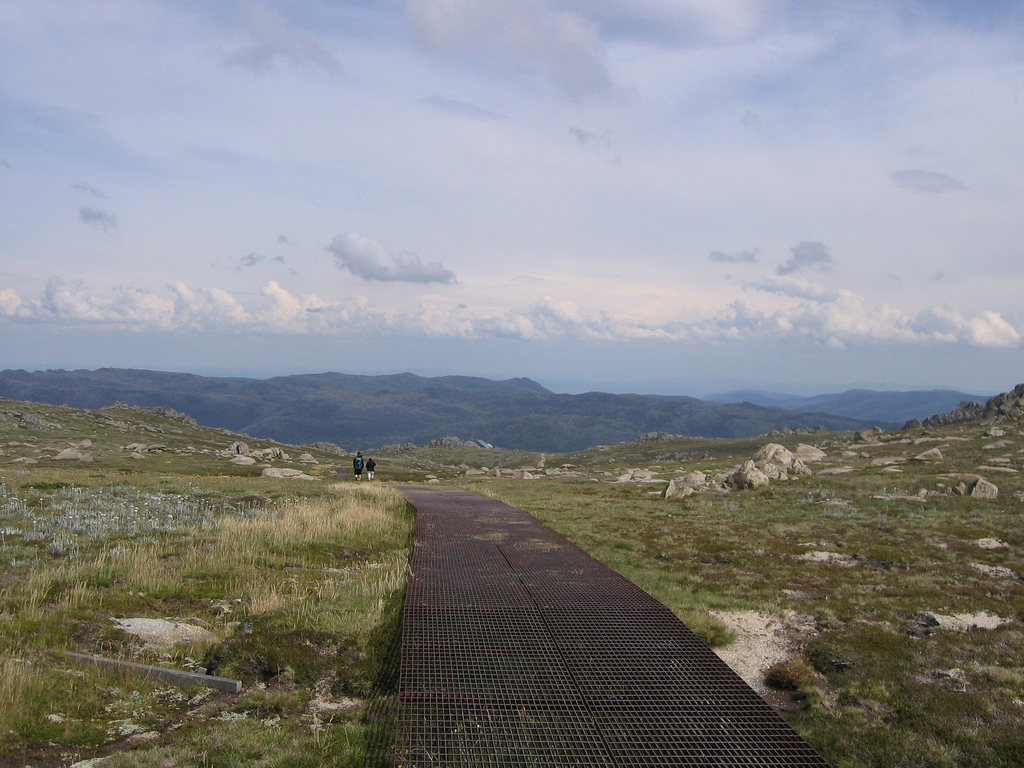
Vue en direction de Thredbo sur le chemin reliant le village au sommet du mont Kosciuszko.

Le pic, comme la plupart des autres pics d'Australie, n'est pas particulièrement difficile d'accès. Jusqu'en 1974, une route conduisait au sommet via Charlotte Pass. Désormais, il n'est plus possible de dépasser le col distant de sept kilomètres, à l'est. En hiver, cette route est fermée à partir de la station de Perisher. De Charlotte Pass, une randonnée facile de 9,4 kilomètres dans chaque sens attend les montagnards pour atteindre le sommet.
Parmi les montagnes inscrites sur l'une ou l'autre des listes des sept sommets, le mont Kosciuszko est la plus aisée à grimper : n'importe quelle personne en forme physique suffisante est capable d'atteindre le sommet. 30 000 personnes gravissent la montagne chaque année. Le départ de la randonnée s'effectue en général à Thredbo, depuis le sommet des remontées mécaniques qui permettent d'accéder au plateau Kosciuszko. De là, un sentier de six kilomètres de long recouvert de grilles surélevées, afin de protéger les sols et la flore, permet d'atteindre le sommet. Un autre circuit long de 21,5 kilomètres, plus difficile, empruntant Main Range Walk et Summit Walk nécessite de traverser la Snowy River, aborde les quatre principaux lacs glaciaires et permet de découvrir de belles vues sur le mont Sentinel et les Watsons Crags.
Le camping est autorisé à peu près partout, sauf à proximité des lacs glaciaires, des stations de ski et des grottes de Yarrangobilly.

### Protection environnementale

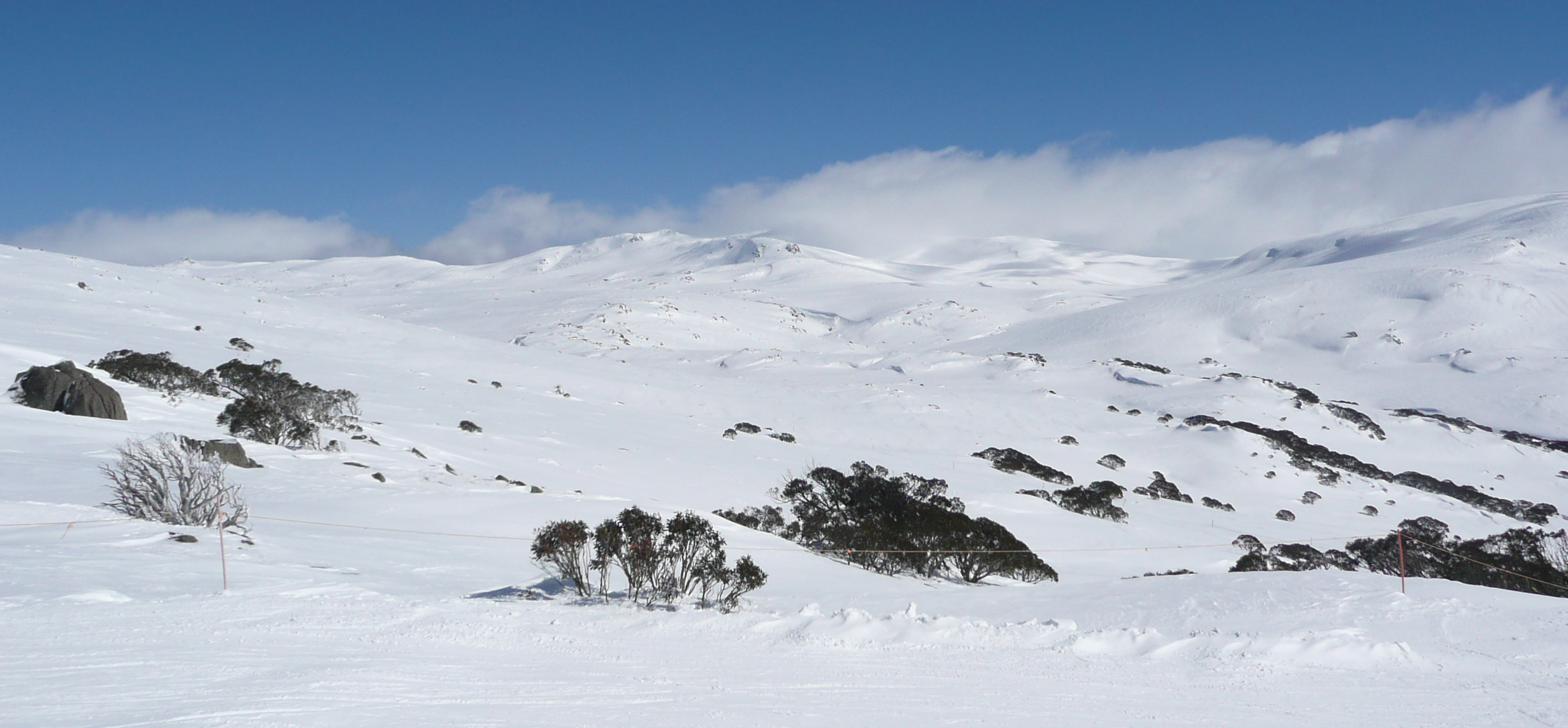
Vue depuis Charlotte Pass en direction du mont Kosciuszko.

Le sommet est situé à l'intérieur du parc national du Kosciuszko. Il est créé en 1944 en tant que parc d'État, à la suite de sécheresses répétées, accentuées par les nombreux incendies et les prélèvements en eau pour alimenter les barrages. Des rapports sont rédigés dans les années 1930 par Baldur Byles à destination du Commonwealth Forestry Bureau et par The Soil Conservancy Service of New South Wales afin d'alerter les autorités sur la fragilité de la flore. Les pressions exercées entre autres par le National Parks and Primitive Area Council of New South Wales aboutissent à la signature du Kosciusko State Park Act qui garantit une zone de protection de 5 000 km2 centrée sur le sommet. Il prévoit également la création, en son sein, d'une zone dite « primitive », qui voit finalement le jour en 1963. En 1958, toute la partie située au-dessus de 4 500 pieds (1 370 m) est interdite au pastoralisme. En 1967, la zone acquiert officiellement le statut de parc national puis, en 1977, il est classé comme réserve de biosphère par l'UNESCO. En 1996, les gouvernements de Nouvelle-Galles du Sud, du Victoria et du Territoire de la capitale australienne signent, conjointement avec l'État fédéral, un mémorandum d'entente pour la gestion coopérative des cinq parcs nationaux des Alpes australiennes, dont l'interconnexion comprend la quasi-intégralité des zones alpines et subalpines d'Australie. Au milieu des années 1990, le parc national de Kosciuszko accueillait trois millions de visiteurs par an.